# Microscope de fluorescence par réflexion totale interne
Pour les articles homonymes, voir Microscope et Microscopie.

Principe du microscope TIRFM
1. Échantillon.
2. Zone d'onde évanescente.
3. Lame porte-objet.
4. Huile d'immersion.
5. Objectif.
6. Faisceau d'émission (signal).
7. Faisceau d'excitation.

Le microscope de fluorescence par réflexion totale interne (TIRFM, total internal reflection fluorescence microscopy), ou microscope à onde évanescente, est un type particulier de microscope optique à fluorescence permettant d'examiner une tranche très fine d'un échantillon (moins de 200 nm d'épaisseur), grâce à un mode d'illumination particulier : la réflexion totale interne.
En biologie cellulaire, un grand nombre d'évènements moléculaires intervenant à la surface des cellules comme l'adhésion cellulaire, la fixation d'hormones sur des récepteurs de la membrane plasmique, la sécrétion de neurotransmetteurs ainsi que la dynamique membranaire (endocytose, exocytose) ont été étudiés en microscopie de fluorescence conventionnelle ou confocale. Cependant, il existe un état d'équilibre entre les molécules fluorescentes qui se lient à la surface du spécimen et celles présentes dans son environnement immédiat. Lorsque ces molécules sont excitées et leur fluorescence détectée par un microscope conventionnel, la fluorescence provenant des molécules liées est mélangée avec la fluorescence provenant des molécules libres qui sont généralement largement excédentaires.
La microscopie de fluorescence par réflexion totale interne permet de surmonter ce problème. Le principe de cet appareil est de n'exciter la fluorescence que sur une très faible profondeur, immédiatement adjacente à l'interface verre (support de l'échantillon)/eau (milieu environnant l'échantillon). L'excitation est due à une onde évanescente. Celle-ci est générée uniquement quand la lumière incidente est totalement réfléchie à l'interface verre / eau, ce qui ne se produit que pour un certain angle d'incidence : l'angle critique, c'est la réflexion totale interne. L'échantillon est alors soumis à un champ électromagnétique sur une faible profondeur au-delà de la surface (environ 200 nm). L'intensité d'excitation de la fluorescence décroît exponentiellement en fonction de la distance par rapport à la surface. On peut ainsi en TIRFM visualiser de manière très sélective les régions de contact de la cellule avec son support (membrane basale). Il est ainsi possible d'étudier avec une très grande résolution la morphologie ou les évènements intervenant à la membrane plasmique de cellules vivantes.